# Orsat Miljenić
Orsat Miljenić, né le 15 septembre 1968 à Dubrovnik, est un homme politique croate. Il est ministre de la Justice depuis le 23 décembre 2011.

## Biographie

### Vie professionnelle
Diplômé en droit à Zagreb et Budapest, il est directeur du bureau gouvernemental de coopération avec les tribunaux pénaux internationaux entre 2000 et 2002, et avocat depuis 2004.

### Engagement politique
Il occupe les fonctions de vice-ministre de l'Intégration européenne de 2002 à 2004. Le 23 décembre 2011 il est nommé ministre de la Justice dans le gouvernement de coalition du social-démocrate Zoran Milanović.